# Clarence A. Waldo

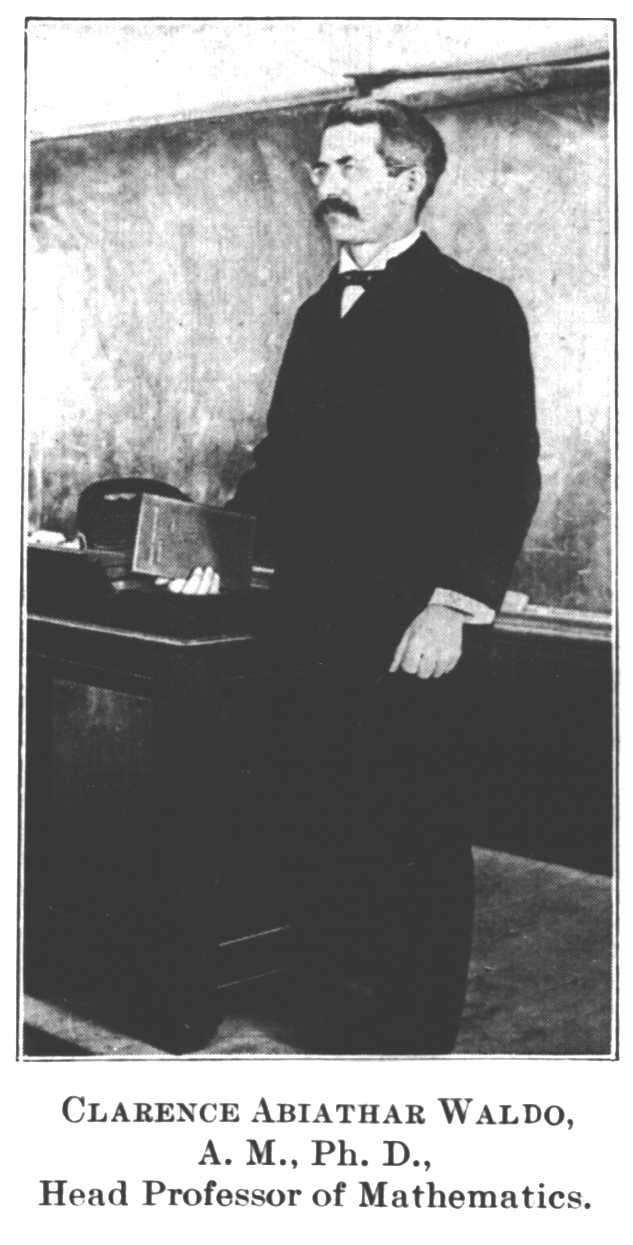
Clarence A. Waldo omstreeks 1899

Clarence A. Waldo (Hammond, 21 januari 1852 - 1 oktober 1926) was de wiskundige die voorkwam dat in de Amerikaanse staat Indiana een wet werd aangenomen die stelde dat π = 3,2.
Op 5 februari 1897 was hij als hoofd van the Purdue University Mathematics Department in de senaat om te lobbyen voor het budget van de Universiteit.
Professor Waldo werd zeer hoog aangeslagen daar hij al meer dan 20 jaar docent in Wiskunde en Latijn was. Daarnaast had hij zitting in bestuurlijke colleges van de Universiteit, zoals vicepresident van een paar instituten.
Hij was in hoge mate verbaasd dat het Huis van Afgevaardigden van Indiana over wiskundige wetgeving aan het debatteren was, en met name de uitspraken van sommige afgevaardigden, die stelden dat π gelijk moest zijn aan 3,2. Het Huis van Afgevaardigden nam zonder tegenspraak deze wet aan.
Nog diezelfde avond besloot professor Waldo de Senatoren van Indiana te coachen omtrent deze wet, want deze zou reeds op 11 februari 1897 aangeboden worden aan de Senaat.
De reactie van de Senatoren bleek een totaal andere dan die van de leden van het Huis van Afgevaardigden. Volgens de Indianapolis News, een lokale krant, werd de gebruikelijke procedure ingezet, en werd de wet in stemming gebracht, maar werd deze belachelijk gemaakt. De Senatoren spraken het oordeel uit dat het Bureau van Wetgeving van Indiana zich voorgoed belachelijk had gemaakt met deze wetgeving.